# Forêt domaniale de Born
Le site « forêt domaniale de Born » est une zone naturelle d'intérêt écologique, faunistique et floristique (ZNIEFF) française du département de la Dordogne, en région Nouvelle-Aquitaine.

## Situation
Dans le département de la Dordogne, le site «forêt domaniale de Born» s'étend sur 528 hectares, sur le territoire de trois communes : Sainte-Trie, Salagnac et Saint-Mesmin. Une toute petite partie d'environ un demi-hectare déborde en Corrèze, sur la commune de Juillac, sur les pentes nord-est du puy de la Roque.
La zone s'étage entre 220 et 361 mètres d'altitude.

## Description
Le site « forêt domaniale de Born » est une zone naturelle d'intérêt écologique, faunistique et floristique (ZNIEFF) de type 2, c'est-à-dire qu'elle représente un ensemble naturel riche ou peu modifié, qui offre des potentialités biologiques importantes. Elle possède un rôle fonctionnel ainsi qu'une cohérence écologique et paysagère.